# Néstor Gorosito
Néstor Raúl Gorosito (né le 14 mai 1964 à San Fernando en Argentine) est un joueur de football argentin, aujourd'hui entraîneur.

## Joueur
Néstor Pipo Gorosito commence sa carrière à River Plate, puis au San Lorenzo où il inscrit 72 buts en 241 matchs. Il part ensuite au Chili à l'Universidad Católica où il joue 149 matchs.
Gorosito a également joué en Autriche au FC Swarovski Tirol entre 1989 et 1991, et au Japon aux Yokohama F. Marinos en 1996.
De 1989 à 1997, Gorosito joue 19 fois avec l'Argentine.

## Trophées
- 1985/86 : Champion d'Argentine
- 1988/89 : Meilleur buteur du championnat argentin
- 1989/90 : Champion d'Autriche
- 1990/91 : Champion d'Autriche
- Copa América 1993 avec l'Argentine

## Entraîneur
Il prend les rênes de Lanús, Nueva Chicago, San Lorenzo de Almagro, Rosario Central, Argentinos Juniors.
Gorosito a également travaillé à la TV, en tant que consultant en 2005 pour Fox Sports en Amérique du Sud.
En 2008, Gorosito emmène Argentinos en qualifications pour la Copa Sudamericana 2008, leur premier tournoi continental depuis 1996. En 2009, il signe à River Plate, mais quitte le club peu avant l'Apertura 2009. Le 19 janvier 2010, Xerez CD le fait signer. Mais il ne peut sauver le club de la relégation malgré une excellente deuxième partie de saison. Il s'engage en novembre 2010 avec l'UD Almeria, en grosse difficulté en première division.
Fin octobre 2012, il devient entraineur du CA Tigre.